# Líza na stopě zlořádu
Líza na stopě zlořádu (v anglickém originále Mr. Lisa Goes to Washington) je 2. díl 3. řady (celkem 37.) amerického animovaného seriálu Simpsonovi. Scénář napsal George Meyer a díl režíroval Wes Archer. V USA měl premiéru dne 26. září 1991 na stanici Fox Broadcasting Company a v Česku byl poprvé vysílán 12. listopadu 1993 na stanici ČT1.

## Děj
Homer uvidí v časopise Reading Digest inzerát na soutěž dětských esejí. Líza pošle esej na téma soutěže „Co dělá Ameriku velkou“ poté, co navštíví Springfieldský les a uvidí poblíž přistát orla bělohlavého. Simpsonovi se vydají do Washingtonu, D.C. poté, co Líza za svou esej „Kořeny demokracie“ získá místo v celostátním finále. 
Zatímco Bart a Homer si užívají výhod výletu, který mají plně hrazený, Líza navštěvuje slavné památky, aby se inspirovala. U svatyně feministické ikony vidí zkorumpovaného kongresmana Boba Arnolda, jak bere úplatek od lobbisty dřevařského průmyslu, aby povolil dřevorubcům vykácet Springfieldský les. Zlomená a rozčarovaná vládní korupcí Líza zničí svou vítěznou esej. Napíše sžíravou obžalobu, jež odsuzuje vládní chamtivost a korupci a jmenuje politika zapleteného do úplatkářství. 
Lízina esej vyvolá nepřátelskou reakci porotců i diváků. Když se zpráva o jejím projevu rychle rozšíří po hlavním městě, je kongresman Arnold zatčen, odvolán z funkce a poslán do vězení, kde se stane znovuzrozeným křesťanem. Lízina esej v soutěži nevyhraje, ale její víra ve vládu se obnoví a vítěz soutěže ocení její odvahu a upřímnost.

## Produkce
Autorem epizody je George Meyer. Je to jedna z nejoblíbenějších epizod z prvních řad tvůrce Simpsonových Matta Groeninga, protože podle něj posunula seriál na jinou úroveň. Meyer řekl, že má „hlubokou nedůvěru ke společenským institucím a tradici obecně“, což ovlivnilo způsob, jakým díl napsal. Al Jean a Mike Reiss, kteří psali pro Simpsonovy od začátku seriálu, převzali roli showrunnerů pro třetí řadu. Jejich první epizodou v roli showrunnerů byl tento díl a oni cítili velký tlak na vedení seriálu. Jean a Reiss byli pod takovým tlakem, že udělali šest až sedm přepisů scénáře, aby byl vtipnější. Jean řekl: „Jedním z důvodů, proč jsem udělal všechny ty přepisy, bylo to, že jsem si pořád říkal: ‚Není to dost dobré. Není to dost dobré‘.“. Reiss dodal, že „jsme se rozhodně báli. Nikdy předtím jsme nic nevedli a oni nám to hodili na hlavu.“
Díl režíroval Wes Archer. Šlo o jednu z prvních epizod, v níž rodina Simpsonových cestovala na skutečné místo. Protože se většina epizody odehrává mimo Springfield, musely být animovány nové návrhy pozadí a postav. Rodina Simpsonových navštíví několik skutečných památek ve Washingtonu, které animátoři mohli nakreslit pomocí fotografií z knihovny animačního studia. Režisér Simpsonových David Silverman vyrostl v oblasti Washingtonu, takže mohl pomoci s návrhy. Dabérka Marge, Julie Kavnerová, řekla, že se jí líbilo kouzlo rodiny, „která je prostě na výletě a prožívá bydlení v hotelovém pokoji, a poctivost Bartovy postavy. Člověk má chuť ho zabít za všechny ty triky a vtípky.“ Jean se domnívá, že právě to je jedním z tajemství úspěchu seriálu, že je o rodině a scenáristé se mohou při psaní inspirovat zážitky z vlastního života nebo ze života své rodiny. Epizoda byla podle něj v tomto smyslu dokonale vystavěná.

## Kulturní odkazy
Název a zápletka epizody jsou parodií na film Pan Smith přichází z roku 1939, v němž postava Jeffersona Smithe přijíždí do Washingtonu s vlasteneckým nadšením, ale místo toho je šokována důkazy o korupci ve vládě. Curtis Ross z deníku Tampa Tribune označil tento odkaz za jeden z nejlepších filmových odkazů v historii Simpsonových. Lízina návštěva Lincolnova památníku je přímým odkazem na film Pan Smith přichází, v němž se Smith podobně jako Líza v epizodě odvolává na Lincolnovu sochu, aby se inspiroval. Barry Schwartz ve své knize Abraham Lincoln in the Post-Heroic Era píše, že scéna s Lízou u přeplněného památníku ukazuje, jak „důkladně Lincolnův morální a emocionální význam ochabl“. Mark Reinhart v knize Abraham Lincoln on Screen píše, že scéna „s brilantním vtipem“ shrnuje „otravnou a v konečném důsledku zbytečnou tendenci americké společnosti ptát se, co by udělal Lincoln, kdykoli stojí před politickým nebo společenským dilematem“. Na tento díl se v Simpsonových ještě jednou odkazuje v epizodě 14. řady Šáša míří do Washingtonu.
Kromě Lincolnova památníku mezi další navštívené památky Washingtonu patří Jeffersonův památník, hotel Watergate (kde rodina bydlí), Kennedyho centrum múzických umění, Bílý dům, Národní letecké a vesmírné muzeum a Washingtonův monument. Když rodina navštíví Bílý dům, potká ve vaně jedné z mnoha koupelen tehdejší první dámu Barbaru Bushovou. Další americkou pamětihodností zmíněnou v epizodě je Mount Rushmore. Kromě toho Líza navrhne, aby rodina navštívila památník fiktivní Winifred Beecher Howeové, rané bojovnice za práva žen, která se podle Lízy později objevila na nepopulárních 75centových mincích. To je odkaz na dolar Susan B. Anthonyové, který se razil pouze tři roky a nikdy se nestal populárním.
V epizodě se objevují odkazy na několik skutečných osob. Satirik hrající na klavír, který otravuje Barta, je odkazem na Marka Russella a Toma Lehrera. Bob Arnold, zkorumpovaný kongresman, říká Líze, že senátorů a senátorek je poměrně dost, ale ona tvrdí, že jsou jen dvě. V epizodě se krátce objeví tehdejší prezident George H. W. Bush. Krátce po odvysílání epizody Bush v projevu během své předvolební kampaně 27. ledna 1992 Simpsonovy znevážil. V té době byly rodinné hodnoty základním kamenem Bushovy volební platformy, a proto na sjezdu Národních náboženských vysílatelů ve Washingtonu pronesl následující projev: „Budeme se i nadále snažit posílit americkou rodinu, aby se americké rodiny mnohem více podobaly Waltonovým a mnohem méně Simpsonovým.“. V důsledku toho se Bush v dalších dílech objevoval v negativnějším světle.

## Témata a analýza
Díl je označován jako satira na americkou politiku. Michael Bitzer v knize Josepha Foye a Stanleyho Schultze s názvem Homer Simpson Goes to Washington uvedl, že tato epizoda „obhajuje ctnosti, neřesti a odrůdy americké politické kultury, veřejného mínění a nakonec i amerického snu“. Bitzer také napsal, že Simpsonovi prostřednictvím „obratného“ použití satiry tímto dílem demonstrují „vhled do základní politické kultury a veřejného mínění vládnoucího systému Spojených států (a v širším slova smyslu i celé společnosti)“. Ve své knize Gilligan Unbound: Pop Culture in the Age of Globalization Paul Arthur Cantor uvedl, že ho udivilo, jak daleko je epizoda „ochotna zajít ve své sžíravé satiře národní politiky“. Podle něj „útočí na federální vládu v jejích základech, na vlasteneckých mýtech, na nichž spočívá její legitimita. Dělá si legraci ze samotného procesu, jímž se vlastenectví vštěpuje národní mládeži, z hokejových soutěží, které vedou děti k tomu, aby se navzájem předháněly v provládních výlevech.“ Když je zkorumpovaný kongresman zatčen, Líza prohlásí: „Systém funguje!“. Benedict Anderson v knize The Spectre of Comparisons napsal, že tvůrce seriálu Matt Groening „předpokládá, že jeho lechtivé publikum je přesvědčeno, že systém sotva funguje. (…) Proč tedy vůbec potřebuje ukazovat vlastence, zvláště pak takového, který je pomýlenou malou ženskou blokovou hlavou? Nejspíš proto, že i on si přeje být vnímán jako ten, kdo dává Americe další šanci. Tento díl je zárukou jeho dobrých úmyslů.“
Günter Beck, lektor Německé akademické výměnné služby v Haifském centru pro německá a evropská studia na Haifské univerzitě v Izraeli, přirovnal Lízinu roli v této epizodě k americkému básníkovi a filozofovi 19. století Henrymu Davidu Thoreauovi. Píše, že Líza se staví proti lhostejnosti veřejnosti vůči politickému systému, který Thoreau kritizoval, a komentuje, že důraz by měl být kladen „na odvážné morální rozhodnutí postavit se za principy a proti široké veřejnosti. Tímto odvážným činem, ‚konat to, co je správné‘, mohl jednotlivec zachránit blaho celé společnosti. A skutečně, Lízina odvaha je impulsem k tomu, aby představitelé státu plnili své demokratické povinnosti, takže může s radostí konstatovat: ‚Systém funguje!‘. Její důvěra v demokracii a její instituce je obnovena. Thoreau naproti tomu neměl žádnou trvalou důvěru v systém, ale pouze v lidi samotné a ve schopnost jednotlivce realizovat rozvoj a demokracii.“

## Přijetí

### Vysílání a reedice
Díl se původně vysílal na stanici Fox ve Spojených státech 26. září 1991. Epizoda se umístila na 36. místě ve sledovanosti v týdnu od 23. do 29. září 1991 s ratingem Nielsenu 12,9, což odpovídá přibližně 11,9 milionu diváckých domácností. Simpsonovi byli v tom týdnu třetím nejsledovanějším pořadem na stanici Fox, hned po Ženatém se závazky a In Living Color. Líza na stopě zlořádu a Zkáza domu Flandersů byly v roce 1999 vydány na videokazetě s názvem The Best of the Simpsons. Epizoda byla později zařazena na DVD set třetí řady Simpsonových, jenž vyšel 26. srpna 2003. Wes Archer, David Silverman, Matt Groening, Al Jean, Mike Reiss a Julie Kavnerová se podíleli na audiokomentáři k dílu na DVD.

### Kritika
Po odvysílání epizoda získala od televizních kritiků převážně pozitivní hodnocení. Autoři knihy I Can't Believe It's a Bigger and Better Updated Unofficial Simpsons Guide, Warren Martyn a Adrian Wood, díl pochválili za to, že je jednou z nejlepších epizod zaměřených na Lízu, a Lízin rozhovor s Thomasem Jeffersonem a její noční můru s vizí politiků jako prasat označili za „obzvlášť hodné pozornosti“. Nate Meyers ze serveru Digitally Obsessed udělil epizodě hodnocení 4,5 a uvedl, že jde o jeden z nejlepších dílů s Lízou, „doplněný o dojemné postřehy o politice“, obzvlášť se mu líbilo vystoupení Barbary Bushové v Bílém domě.
Steven Stein z listu Austin American-Statesman uvedl, že to byla první epizoda Simpsonových, kterou viděl. Přestože polovině popkulturních odkazů nerozuměl, na konci epizody „konvertoval k Simpsonovým“. Podle něj bylo „něco exotického na tom, že se tak závažné téma, jako je politická korupce, řeší v kresleném filmu a přerušuje se vtipy o pivu a, ano, o koblihách“. Díl byl chválen za politickou satiru. Bill Gibron z DVD Verdictu epizodu označil za „kousavou politickou satiru v převleku dětské řečnické soutěže, která značí, že tato řada seriálu bude všestranná, a to jak emocionálně, tak logicky“. Gibron dodal: „Všechno, od řečiček z Reader's Digestu až po šablonovité projevy mládeže, má zvučný zvuk pravdy. A jakmile se příběh přesune do Washingtonu D.C., čeká naše hlavní město také královské zúčtování.“.
Bryce Wilson z časopisu Cinema Blend uvedl, že epizoda upevnila politicky satirický hlas seriálu, protože „zfackovala Bushovu administrativu“. Colin Jacobson z DVD Movie Guide však díl ohodnotil spíše negativně, když uvedl, že „má své momenty, ale nikdy nepůsobí jako jeden z lepších pořadů seriálu. Částečně to pramení z jeho poněkud ledabylého konce. Vykazuje tón, který se spíše hodí k méně kousavému a cynickému seriálu. Začíná to dobře Homerovou posedlostí časopisem Reading Digest. Poté se pořad zdá být více nevyrovnaný a celkově zůstává docela průměrný.“

### Ohlasy dřevařského průmyslu
Podle Rodneyho Fergusona z deníku The Plain Dealer dřevařský průmysl urazila scéna, v níž lobbista dřevařského průmyslu nabízí úplatek zkorumpovanému kongresmanovi, aby mohl zbourat Springfieldský les. Oregonská koalice Lands Coalition, skupina podporující dřevařství v oregonském Salemu, „bombardovala“ producenty seriálu telefonáty a poštou, v nichž protestovala proti této epizodě. Koalice uvedla, že seriál zobrazuje dřevaře nespravedlivě a „nechává se zneužívat ekologickými extremisty“. V otevřeném dopise výkonnému producentovi Simpsonových Jamesi L. Brooksovi se koalice vyjádřila, že seriál je „nefér“. Brooksovi koalice napsala: „Místo toho, abyste k tomuto problému přistupovali s opravdovým zájmem o Matku Zemi, jste si vzali na mušku těžce pracující lidi, jejichž jediným zločinem je, že se narodili v dřevařském městě.“. Karen Clarková, mzdová účetní dřevařské společnosti ve Staytonu ve státě Oregon, řekla: „Víte, co se stalo? Simpsonovi nás vykreslili jako chamtivé, úplatkářské lidi. Nezobrazoval nás jako obyčejné lidi – matky, otce, dobré členy společnosti –, kterými jsme.“. Luke Popovich, viceprezident Americké lesnické rady, napsal producentovi seriálu dopis, v němž protestoval proti „rozbředlým charakteristikám, které se vydávají za politickou korektnost, proti myšlení v Hollywoodu, kde se lidé těmito otázkami nezabývají příliš vážně, ale zajímají se o to, jak zmáčknout ta správná horká tlačítka a získat ty správné body u publika“.
Tvůrce Simpsonových Matt Groening na kritiku reagoval v rozhovoru pro TV Guide, v němž uvedl, že „provedl výzkum ekologických škod způsobených kácením a nadměrnou těžbou dřeva“ a že „je to opravdu děsivé“. Jackie Langová, aktivistka dřevařského průmyslu v Salemu, která pomáhala vést protest proti televizní stanici Fox a Groeningovi, uvedla, že je Groeningovou reakcí zděšena a „bude litovat, že to vůbec udělal“. Jake Hogan, dohlížející producent seriálu, Groeninga hájil: „(Díly) jsou jen malé příběhy, malé komedie, které lidi rozesmějí.“. Dne 15. října 1991 vydal Groening další prohlášení pro veřejnost, v němž uvedl: „Takže teď se několik dřevařských společností připojilo k jaderné energetice, pravicovým kazatelům a vysoce postaveným republikánům, kteří útočí na Simpsonovy. Něco musíme dělat správně. Musím podotknout, že Simpsonovi jsou kreslený seriál – ne 60 Minutes. Později v pořadu tentýž lobbista navrhl vrtání ropy do hlavy Teddyho Roosevelta na hoře Rushmore. Prosím, neříkejte o tom ropným společnostem.“.
David Reinhard z deníku The Oregonian se ke kritice vyjádřil: „Hollywoodští ostříži vždycky dokážou skupinu z velkého amerického vnitrozemí zesměšnit, když se zaměří na jeden seriál, zvlášť když je to seriál kreslený. A protest Koalice oregonských zemí byl tak trochu přehnanou reakcí. Ale environmentální slogany v Simpsonových i Groeningův kreslený komentář jsou příznačné pro Hollywood a populární kulturu, které jsou nepřátelské vůči zájmům a hodnotám většiny Američanů.“. Po odvysílání dílu mediální výzkumníci Robert Lichter a Linda S. Lichterová ve studii o televizním vysílání v hlavním vysílacím čase zjistili, že když se pořady zabývaly obchodní tematikou, 89 procent z nich zobrazovalo podnikatele jako podvodníky nebo lháře.
Ve stejný den, kdy Groening vydal své druhé prohlášení, byla publicistka Simpsonových Antonia Coffmanová pozvána Waynem Giesym, obchodním manažerem společnosti Hull-Oakes Lumber Co. v Bellfountain v Oregonu, aby navštívila Oregon a podívala se na „odpovědné hospodaření se dřevem“. Giesy řekl, že chtěli producentům ukázat, „jak těžíme dřevo, jak vyrábíme, jaké zboží vyrábíme pro všechny a jak obnovujeme výsadbu pro budoucí generace. To, co většinu dřevařských společností zajímá, je vyvážený program.“